# Herakleides (Sohn des Antiochos)
Herakleides (altgriechisch Ἡρακλείδης), Sohn des Antiochos, war ein makedonischer Reiteroffizier und Gefährte (hetairos) Alexanders des Großen im 4. vorchristlichen Jahrhundert.
Bereits im Jahr 335 v. Chr. führte Herakleides als ilarchos die aus Bottaia rekrutierte Schwadron der Hetairenreiterei während des Feldzuges gegen die Triballer an. Während des Asienfeldzuges befehligte er sie 331 v. Chr. in der Schlacht von Gaugamela.  Danach wird er nicht mehr erwähnt.